# 符淙斌
符淙斌（1939年10月14日—），上海人，中国气候学家，中国科学院大气物理研究所研究员，南京大学教授，国际START全球变化东亚区域研究中心主任，“973”项目“中国生存环境演变和北方干旱化趋势预测研究”和“北方干旱化和人类适应”首席科学家。

## 生平
1962年毕业于南京大学气象系，1967年中国科学院研究生毕业。2003年当选为中国科学院院士。2006年5月，中国科学技术协会第七届全国代表大会召开，选举产生第七届委员会，他当选为副主席。